# Courchelettes
Courchelettes és un municipi francès, situat a la regió dels Alts de França, al departament del Nord. L'any 2006 tenia 2.798 habitants. Limita al nord amb Lambres-lez-Douai, al sud-est amb Férin i al sud-oest amb Corbehem.

## Demografia
| 1962                                       | 1968  | 1975  | 1982  | 1990  | 1999  | 2006  |
| ------------------------------------------ | ----- | ----- | ----- | ----- | ----- | ----- |
| 1.847                                      | 2.270 | 2.572 | 2.986 | 3.018 | 2.851 | 2.798 |
| Des de 1962: població sense dobles comptes |       |       |       |       |       |       |

## Administració
| Període   | Identitat            | Partit |
| --------- | -------------------- | ------ |
| 1983-1994 | Claude Geisse        |        |
| 1994-1995 | Émile Varlet         |        |
| 1995-2001 | Jean-Claude Dhalluin |        |
| 2001-     | Pascal D'Hulster     |        |